# Robert Marchand
Robert Marchand (ur. 26 listopada 1911 w Amiens, zm. 22 maja 2021 w Mitry-Mory) – francuski kolarz.

## Życiorys
Robert Marchand urodził się w 1911 roku. Rozpoczął karierę kolarską w wieku 14 lat. Pracował jako strażak, ogrodnik i sprzedawca. Był również bokserem amatorem. Wrócił do kolarstwa w 1978 roku mając 67 lat. W wieku 89 lat odszedł na emeryturę i w tym czasie wystartował w wyścigu Bordeaux-Paryż przejeżdżając 600 km w 36 godzin. W 2012 roku pobił rekord przejeżdżając 100 km w cztery godziny 17 minut i 27 sekund. 17 lutego 2012 osiągnął rekordowy rezultat w jeździe godzinnej w grupie wiekowej 100+, na torze w Aigle z wynikiem 24,251 km. W 2014 roku pobił ten rekord i pokonał 26,952 km na Vélodrome de Vincennes pod Paryżem.